# Ceelbuur
Ceelbuur este un oraș din Somalia. A fost reședința regiunii Galguduud.